# تینگا (بازیکن فوتبال)
پائولو سزار فونسکا دو ناسیمنتو (به پرتغالی: Paulo César Fonseca Nascimento) هافبک اهل برزیل است که در شهر پورتو الگره و در تاریخ ۱۳ ژانویهٔ ۱۹۷۸ به دنیا آمده‌است.
پائولو سزار فونسکا دو ناسیمنتو در تیم‌های فوتبال Grêmio ،کاوازاکی فرونتال،Botafogo،اسپورتینگ لیسبون، باشگاه ورزشی اینترناسیونال و بروسیا دورتموند سابقهٔ حضور دارد. این بازیکن همچنین در سال، ۲۰۰۱ – ۲۰۰۷ ۴ بار برای، تیم ملی فوتبال برزیل به میدان رفته‌است